# Atelier de Montrouge
Pour les articles homonymes, voir ATM.
L'Atelier de Montrouge (ATM) est un atelier d'architecture et d'urbanisme fondé en novembre 1958 par quatre jeunes architectes : Jean Renaudie (1925-1981), Pierre Riboulet (1928-2003), Gérard Thurnauer (1926-2014) et Jean-Louis Véret (1927-2011).

Cette dénomination, liée à l’emplacement géographique de l’Atelier au 32 rue d'Estienne d'Orves à Montrouge, englobe deux périodes d'association distinctes : Atelier d'architecture Renaudie, Riboulet, Thurnauer et Véret architectes (ATM1, 1958-68, jusqu’au départ de Renaudie le 31 juillet 1968), et Atelier d'architecture Riboulet, Thurnauer et Véret architectes (ATM2, 1968-81 ; à partir du 1er janvier 1979, chacun des architectes a le droit d’exercer en son nom propre). 

Mise à l’honneur dès 1965 par le Prix du Cercle d'études architecturales, son œuvre a été saluée en 1981 par le Grand Prix national de l’Architecture.

## Historique

### Fondation de l'atelier
Pierre Riboulet, Gérard Thurnauer et Jean-Louis Véret se rencontrent à l'École nationale supérieure des beaux-arts de Paris, à l'atelier de Georges Gromort et Louis Arretche (1945-1952). En marge de cette formation, ils sont marqués par leur expérience avec Michel Écochard au Service d'urbanisme du Maroc (trois séjours en 1949, 1951 et 1952), par les cours d’Histoire de l’Art de Pierre Francastel (1948-1951) et, surtout, par leur participation aux Congrès internationaux d'architecture moderne (rencontre de Sigtuna en 1952, CIAM 9 d'Aix-en-Provence en 1953). Diplômés en novembre 1952, ils collaborent un temps avec de grandes figures de l'époque. Véret rejoint Le Corbusier à l’automne 1952 puis part en Inde comme responsable des chantiers d’Ahmedabad (1953-1955). Au sein de l’ATIC (créé sous l’égide de Jean Prouvé), Riboulet et Thurnauer développent un ensemble de 190 logements d’urgence à Argenteuil pour Emmaüs (1954-1957) puis, en association avec Écochard, conçoivent l’Université fédérale de Karachi au Pakistan (1954-1959). À l’élaboration de ce projet participe dès 1956 Jean Renaudie, rejoint bientôt par Véret. C’est ainsi qu’émerge le souhait d’un atelier commun, qui se concrétisera en 1958 par leur installation à Montrouge, dans un petit pavillon de fond de cour appartenant au frère de Véret.

### La première période de l'atelier
Dans le paysage de l’époque, l’ATM se démarque avant tout par son principe associatif, un mode d’exercice alors marginal. Pour les architectes, ce choix correspond à une volonté de partage, de réflexion collective, voire d’ouverture à la collaboration pluridisciplinaire. Ils y voient le moyen d’éviter tout enfermement dans une pensée réductrice ou systématique et, ainsi, de faire émerger une approche spécifique, renouvelant théories et modèles. À l’évidence, de telles positions orientent leur pratique. 
Durant la première période de l’Atelier (à quatre, 1958-1968), les architectes ne participent pas aux vastes chantiers de logements et de rénovation urbaine, préférant explorer d’autres voies afin de repenser le problème de l’habitat. Intéressés à articuler les différentes échelles de réflexion (de l’objet au territoire), ils s’investissent aussi bien dans le champ de l’urbanisme que dans celui des projets d’architecture, sur des programmes très différents. Leurs premières réalisations — telles que le moulin Messagier (1959-1962), l’hôpital de Nouakchott (1959-1979), le village de vacances Le Merlier (1959-1965), le STI no 1 d’EDF (1960-1965), la bibliothèque de Clamart (1962-1966) et les logements d'Électricité de France à Ivry-sur-Seine (1963-1967) —, révèlent leur capacité à prolonger les idées du Mouvement Moderne afin de donner à l’architecture une expression contemporaine, reflétant chaque fois la nature du programme, sa vérité constructive et le mode de vie de ses occupants. Par ailleurs, leurs études d’urbanisme, développées dès 1959 à Rouen et dans le Var mais également en périphérie parisienne, ainsi que leurs études d’ensembles de logements — comme celles de la CECA (1958-1959), de Goussainville (Val-d'Oise) (1961-1962) et de Saint-Denis (Seine-Saint-Denis) (pour la résorption du bidonville des Francs-Moisins, 1964-1966) —, dévoilent les fils conducteurs de leur démarche. Tenant compte des réalités sociales et bâties du contexte, et s’inspirant des exemples d’habitat traditionnel, celle-ci réévalue les préceptes de la charte d'Athènes afin de proposer des formes ou tissus urbains complexes, dynamiques, recélant de nouvelles qualités pour leurs habitants. 
Dès la fin des années 1960, les prises de position de l’Atelier s’affirment. Intellectuels engagés, réunissant avant l’heure le « droit à l’habitat » au « droit à la ville », les quatre architectes prennent part aux débats de l’époque (organisés, entre autres, par le cercle d'études architecturales), entretenant aussi des discussions passionnés à l’Atelier, notamment sur la ville et la dimension politique de leur métier. Des divergences de vues, exprimées à l’occasion du  projet du Vaudreuil (1967-68), auxquelles s’ajoutent les événements de mai 68, conduisent Jean Renaudie à quitter Montrouge. Les trois autres continueront l’aventure, tout en s’investissant dès lors davantage au sein de différents groupes de réflexion. Ainsi, alors que Thurnauer participe à différentes commissions interministérielles (Mission Basse-Seine, Plan, etc.), Riboulet, qui fonde en 1969 avec Véret le groupe Environnement M68 (dont l’objectif est la rédaction d’un livre blanc sur le logement social), s’engage dans un cursus universitaire en participant à la création de la revue Espaces et sociétés en 1970, aux côtés d’Henri Lefebvre et d’Anatole Kopp.

### La seconde période de l'atelier, après le départ de Renaudie
Durant la seconde période de l’Atelier (à trois, 1968-81), la production se nourrit de ces engagements individuels. Elle se place aussi sous le signe de la maturité, avec des projets répondant concrètement aux nouvelles problématiques de l’heure, comme les villes nouvelles et les équipements intégrés, l’industrialisation de la construction, l’aménagement du territoire et le renouvellement urbain. L’étude du Vaudreuil, développée dans le cadre de la mission pluridisciplinaire chargée de sa réalisation (1968-78), permet aux architectes de préciser leurs intentions théoriques en matière de création urbaine mais n’engendre pas de réalisations. En dehors de cette étude d’une grande richesse, omniprésente tout au long de la période, l’Atelier conçoit et réalise un certain nombre de projets d’envergure, dont la mise en œuvre s’étale sur quelques années. C’est le cas, notamment, des projets d’Istres (Les Heures Claires, 1970-1977) et de Marne-la-Vallée (L’Arche Guédon, 1973-83), où s’amalgament différents programmes d’équipements (enseignement, sportifs, récréatifs et sociaux), ainsi que du quartier du parc à Saint-Quentin-en-Yvelines (1975-80, réalisé par Véret et Thurnauer). Dans le fil de ces projets, l’Atelier enrichit sa démarche en approfondissant quelques idées, notamment celle de permettre la participation des habitants à la création de leur cadre de vie par une architecture flexible, évolutive, transformable à merci. Lors de ces réalisations, mais aussi de celles répondant à des programmes moins complexes — comme le SITI no 3 d’Orléans-la-Source (1966-1969), le foyer de jeunes filles de Tolbiac (1969-1974) ou le Centre d'études catalanes (1972-1977) —, il poursuit par ailleurs sa recherche d’une expression architecturale qui, entre l’acte héroïque et la banalité, s’inscrive dans le temps présent. Enfin, par ses études d’urbanisme, aussi bien au Cap Ferret (UPA 4, 1971-72) qu’à Istres (Croissance du centre urbain, 1972-77) ou à Paris (La Villette, 1976-77), il réaffirme sa volonté de planifier durablement l’avenir en améliorant dès maintenant les conditions de vie de la société dans son ensemble.

## Chronologie des principales réalisations
- 1959-1962 : Moulin Messagier, Colombier-Fontaine (Doubs);
- 1959-1979 : Hôpital national de Nouakchott, Mauritanie ;
- 1959-1965 : Village de vacances Le Merlier (35 maisons), en association avec Louis Arretche, Domaine Volterra à Ramatuelle (Var) (label Patrimoine XXe siècle)[1] ;
- 1959-1964 : Crèche départementale, 19 Rue Hippolyte-Mulin, Montrouge (Hauts-de-Seine);
- 1960-1969 : Centre de premier secours contre l'incendie (SPM), 53 rue de la Vannes, Montrouge (Hauts-de-Seine) (caserne et logements) ;
- 1960-1974 : Service central de la mécanographie et des ensembles électroniques de gestion EDF (STI n° 1), 21 rue Joseph-Bara, Issy-les-Moulineaux (Hauts-de-Seine ;
- 1960-1963 : Aménagement de la galerie Knoedler, 85 bis rue du Faubourg-Saint-Honoré, 8e arrondissement de Paris (auj. transformée) ;
- 1962-1968 : Centre aéré, Domaine de Villelouvette, route de Dourdan, Égly (Essonne) ;
- 1962-1966 : Bibliothèque pour enfants la Joie par les livres, auj. La Petite Bibliothèque ronde, 14 rue de Champagne, Cité de la Plaine, Clamart (Hauts-de-Seine) (ajout d'un 9e cylindre, 1973-75, inscrite à l’inventaire supplémentaire des Monuments historiques)[2] ;
- 1963-1976 : Ensemble administratif et technique EDF, 21 rue Joseph-Bara, Issy-les-Moulineaux (aujourd'hui démoli) ;
- 1963-1967 : Logements EDF, 42/44 boulevard du Colonel-Fabien, Ivry-sur-Seine (Val-de-Marne) (inscrit à l’inventaire supplémentaire des Monuments historiques)[3] ;
- 1966-1969 : Service inter-régional de traitement de l'information (SITI no 3) et logements de fonction EDF (SITI n°3), avenue de Concyr, Orléans-La Source (Loiret) ;
- 1969-1974 : Foyer de jeunes filles, 234 rue de Tolbiac, 13e arrondissement de Paris (300 chambres) ;
- 1970-1977 : Centre éducatif et culturel (CEC) « Les heures claires », Istres (Bouches-du-Rhône) (en association avec Henry Faure-Ladreyt, architecte d'exécution). Ensemble d’équipements intégrés : collège, ateliers, bibliothèque, théâtre et salles d’exposition, restaurant, gymnase, piscines, maison pour tous, maison familiale de vacances (label Patrimoine XXe siècle)[4] ;
- 1972-1978 : Centre d'études catalanes, 3e arrondissement de Paris ;
- 1972-1980 : Centre de formation EDF-GDF, 17 rue Albert-Thomas, Mureaux (Yvelines)
- 1972-1980 : Immeuble résidentiel de l'Aiguille et ensemble résidentiel Les Trois évêchés, commune d'Allos (Alpes-de-Haute-Provence) ;
- 1973-1983 : Centre de quartier « L’Arche Guédon », Torcy, Marne-la-Vallée (Seine-et-Marne). Ensemble de logements et d’équipements intégrés : maison du temps libre, bibliothèque, CES et SES, gymnase, piscine, foyer de jeunes travailleurs, restaurant, marché couvert ;
- 1973-1978 : Aménagement de la Cour d’appel et de la salle des pas-perdus du Palais de justice de Reims
- 1975-1980 : Plan d’urbanisme du Quartier du parc, Guyancourt, Saint-Quentin-en-Yvelines (Ensembles de 85 et 40 logements et groupe scolaire réalisés par JLV, 1976-1982 et Ensemble de 131 logements sociaux réalisés par GT pour la SCIC, 1977 à 1982) ;
- 1976-1980 : Réaménagement de l’usine Schlumberger, Montrouge.

## Chronologie des principales études et mission d'urbanisme
- 1958-1959 : Ensemble de 400 logements pour la CECA (concours) ;
- 1959-1960 : Ensemble de 1 700 logements, Thiais (concours) ;
- 1959-1965 : Plan directeur d'urbanisme de Rouen (sous la dir. de Louis Arretche) ;
- 1959-1962 : Plan d’aménagement du Domaine Volterra, Cap Camarat (5 villages, en association avec Louis Arretche) ;
- 1961-1962 : Ensemble de 1 000 logements, Goussainville (Val-d'Oise) (étude pour la SCIC) ;
- 1961-1964 : Plan d'urbanisme de détail de la zone du Batailler (1 000 logements), Le Lavandou (5 villages, en association avec Louis Arretche) ;
- 1961-1965 : Rouen secteur Est, Plan d'urbanisme de détail (en association avec Louis Arretche) ;
- 1961-1963 : Plan directeur d'urbanisme du Petit-Quevilly (Seine-Maritime) ;
- 1962 : Centre urbain et complexe hôtelier, Domaine de Tralicetto, Corse (étude) ;
- 1962-1963 : Plan d’aménagement du Domaine de Valcros, La Londe-les-Maures (Var) ;
- 1962-1964 : Plan d'urbanisme de détail de la plage de Pampelonne et projet d’un village de vacances sur le cap de Bonne Terrasse, (Var) (en association avec Louis Arretche) ;
- 1963: Stade de 100 000 places à Vincennes (concours) ;
- 1963-1964 : Village de vacances, Domaine de La Croix-Valmer, Gigaro, (Var) (étude en association avec Louis Arretche) ;
- 1964-1965 : Rouen Saint-Séver, étude de principe pour l'extension du centre ville sur la rive gauche (en association avec Louis Arretche) ;
- 1964-1966 : Ensemble de 5 000 logements à Saint-Denis (étude pour la résorption du bidonville des Francs-Moisins, en association avec Louis Arretche) ;
- 1967-1969 : Musée d'art moderne, Nice (Alpes-Maritimes) (étude) ;
- 1967-1969 : Aménagement de la Pointe de la Croisette à Cannes(Alpes-Maritimes) (étude) ;
- 1967-1968 : Étude d'aménagement de l'île de Porquerolles, (Var) (étude)
- 1967-1978 : Ville nouvelle du Vaudreuil (actuellement Val-de-Reuil, Eure) - premières études des propositions d'organisation spatiale de la ville nouvelle (1967-68, à l'atelier de Montrouge) puis études des schémas d'organisation spatiale de la ville nouvelle (1968-1972, en collaboration avec la mission d'études pluridisciplinaire qui deviendra l'EPAVNV),  projet d’un Centre de l'environnement puis d'un Centre administratif et culturel (1970-1978)[5],[6] ;
- 1971-1972 : Étude du secteur UPA 4 Cap Ferret, pour la Mission d'aménagement de la côte aquitaine, au sein de l'équipe pluridisciplinaire (avec Mme Legendre, sociologue, MM. Huret et Pomparat, géographes, MM Porte et Pietri, ingénieurs, MM. Dejos, Lacaze, Martinez et Ricaud, architectes à Bordeaux) ;
- 1972-1977 : Croissance du centre urbain d'Istres (Bouches-du-Rhône) ;
- 1973-1974 : Centrale nucléaire de Gravelines (Nord) (étude d’urbanisme) ;
- 1974-1975 : Ensemble de bureaux Le triangle, Évry (Essonne) ;
- 1973-1975 : Étude pour la restructuration du parvis de la cathédrale de Reims
- 1976-1977 : Étude pour l’aménagement du site des abattoirs de la Villette, dans le 19e arrondissement de Paris (concours d'idées) ;
- 1977-1978 : Hôpital Sainte-Périne, 16e arrondissement de Paris (concours) ;
- 1977-1978 : Ensemble de bureaux RATP, Noisy-le-Grand (Seine-Saint-Denis) (concours) ;
- 1978 : Lycée du Luzard, Noisiel (Seine-et-Marne) (concours) ;